# 布宜諾斯艾利斯 (考卡省)
布宜諾斯艾利斯是哥倫比亞的城鎮，位於該國西南部，由考卡省負責管轄，距離首府波帕揚115公里，始建於1823年7月29日，面積410平方公里，海拔高度1,200米，2005年人口22,804。
2°55′N 76°40′W / 2.917°N 76.667°W